# الطاقة في كرواتيا

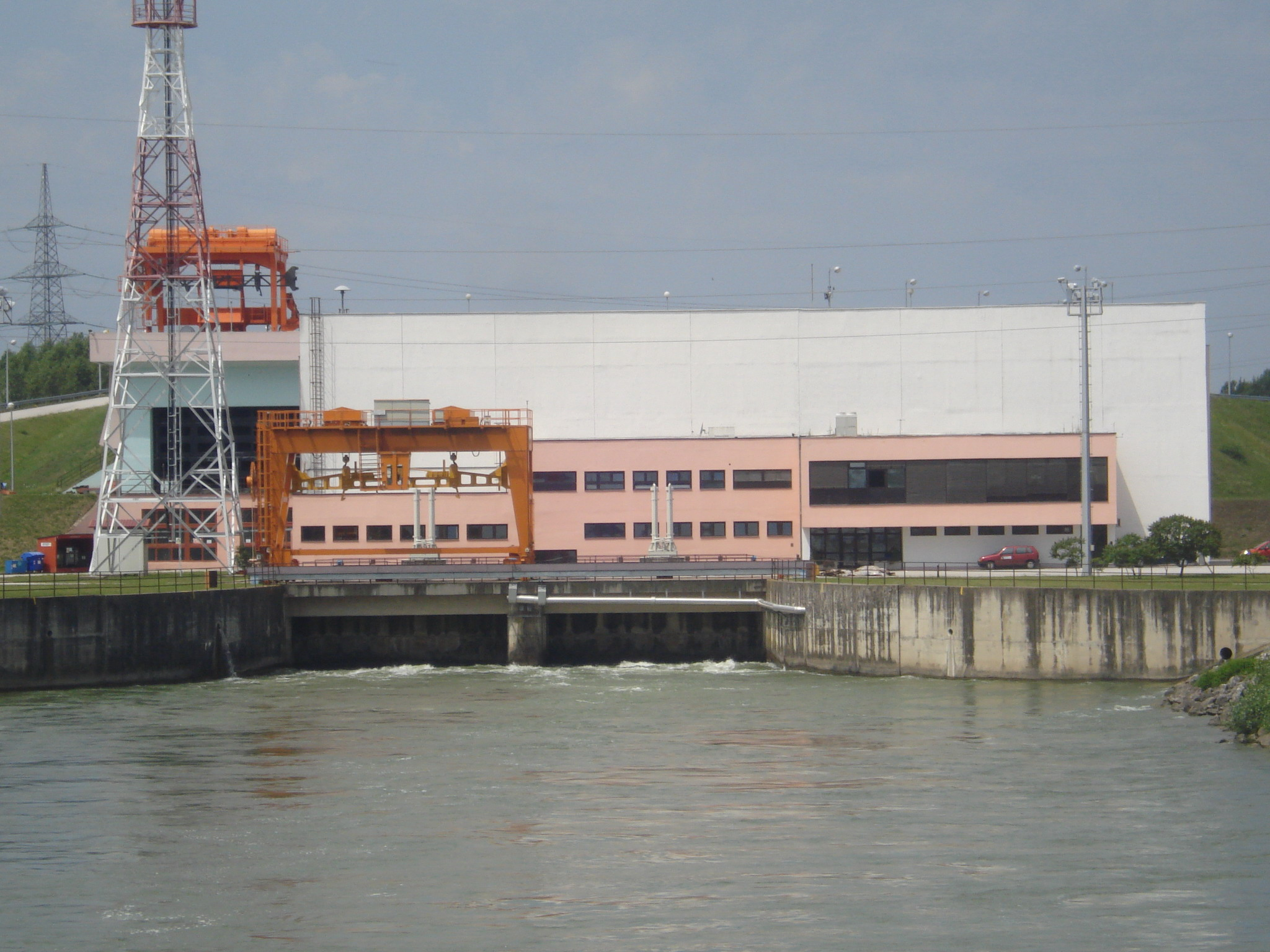
محطة دوبرافا للطاقة الكهرومائية.

تدرس المقالة التالية قطاع الطاقة في كرواتيا أي كل ما يتعلق بإنتاج الطاقة والكهرباء واستهلاكهما واستيرادهما في كرواتيا.
تلبي كرواتيا احتياجاتها من الكهرباء إلى حد كبير من محطات توليد الطاقة الكهرمائية والحرارية، وبشكل جزئي من محطة كرشكو للطاقة النووية المملوكة ملكية مشتركة بين شركات طاقة مملوكة لكل من الدولتين الكرواتية والسلوفينية.
شركة الكهرباء الكرواتية (بالكرواتية: Hrvatska elektroprivreda) هي شركة الطاقة الوطنية المسؤولة عن إنتاج ونقل وتوزيع الكهرباء في كرواتيا.
في عام 2009، بلغ إجمالي استهلاك الكهرباء 17.5 تيراواط ساعة، أي أقل بحوالي 1٪ عن عام 2008.

## الكهرباء

### الإنتاج

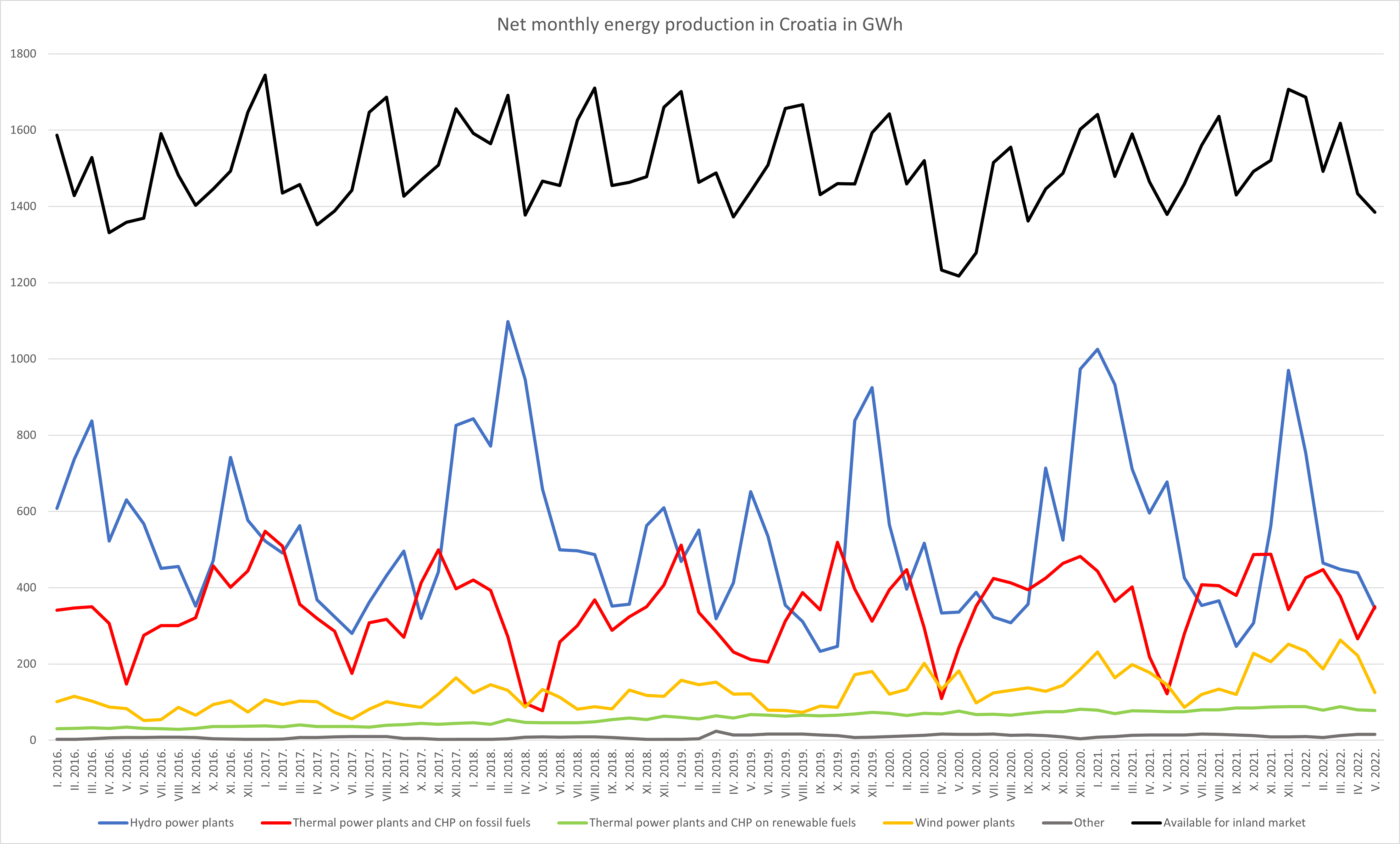
إنتاج الطاقة في كرواتيا

تبلغ السعة الإجمالية للأجسام المولدة المثبتة في كرواتيا 3745 ميجاوات، 2079 ميجاوات من حصة الطاقة الكهرومائية، و1666 ميجاوات تأتي من محطات الطاقة الحرارية. توجد في كرواتيا 25 محطة لتوليد الطاقة الكهرومائيةيتوزع معظمها على الساحل، و 7 محطات لتوليد الطاقة الحرارية 3 منها تعمل أيضًا على توليد الحرارة للخدمات الصناعية والتدفئة في المدن. أيضا، 338 ميجاوات توفرها محطة كرشكو للطاقة النووية التي تعد ملكية مشتركة بين كرواتيا وسلوفينيا، و210 ميجاوات من محطة الطاقة الحرارية بلومين 2 المملوكة ملكية خاصة.
في عام 2009، بلغ الإنتاج المحلي 12,015 جيجاواط ساعة، غطت 67.9٪ من إجمالي الطلب المحلي. تمت تغطية 32.1٪ من خلال الاستيراد. بلغ إجمالي الاستهلاك 17,697 جيجاواط ساعة، أي بانخفاض قدره 1٪ عن عام 2008.

### النقل
تتكون شبكة النقل الكرواتية من خطوط نقل على ثلاثة مستويات مختلفة من الجهد، وهي 400 و 220 و 110 كيلو فولت. الطول الكلي للخطوط ذات الجهد العالي هو 7,315 كيلومتر (4,545.33 ميل).
كانت الشبكة غالبا ما تكون هدفا للهجمات أثناء حرب الاستقلال الكرواتية، مما أدى إلى انقطاع متكرر للتيار الكهربائي خلال هذه الفترة. منذ ذلك الحين، تم إصلاح الشبكة وإعادة توصيلها بالشبكة المتزامنة لمناطق كونتيننتال أوروبا المتزامنة 1 و 2، مما يجعلها نظام نقل مهم مرة أخرى.

### التوزيع
بموجب قانون الطاقة لعام 2004، يُسمح للعملاء في كرواتيا باختيار موزعهم للكهرباء الذي يُفضلونه. ومع ذلك، فإن HEP Operator distribucijskog أو HEP-ODS (إحدى الشركات الفرعية التابعة لـشركة الكهرباء الكرواتية) تظل أكبر موزع لكل من المصانع والمنازل السكنية. يبلغ طول شبكة التوزيع 132,938 كيلومتر (82,603.84 ميل)، مع 26,764 محول مُثبت، أي ما مجموعه 14,170 ميجا فولت أمبير من الطاقة.
في عام 2009، كان هناك 2,310,811 عميلا، 90.8٪ منهم من الأسر.

### الطاقة النووية
كرواتيا ليست لديها محطات للطاقة النووية على أراضيها، حيث تشترك في محطة كرشكو للطاقة النووية مع سلوفينيا؛ تم بناء محطة كرشكو على أراضي سلوفينيا الحالية في عصر يوغوسلافيا. اعتبارا من عام 2008، تُوفر المحطة 17٪ من استهلاك الطاقة الكهربائية في كرواتيا، ومن المتوقع أن يتم إيقاف تشغيل المحطة في عام 2023.
في عام 1978، تم التخطيط لبناء محطة طاقة نووية في جزيرة فير الأدرياتيكية مستقبلا، ولكن تم التخلي عن هذه الخطط.
وفقا للتقارير، تناقش كرواتيا منذ عام 2009 خيار بناء محطة للطاقة النووية بالشراكة مع ألبانيا في موقع على شاطئ بحيرة سكيوتاري، على الحدود مع ألبانيا والجبل الأسود. في أبريل 2009، أنكرت الحكومة الكرواتية توقيع أي اتفاق بهذا الشأن.
في استطلاع عام 2012 أُجري بين 447 مواطنا كرواتيا سُئلوا «هل تعتقد أن هناك ما يبرر استخدام الطاقة النووية لإنتاج الكهرباء؟»، أجاب 42٪ «نعم» وأجاب 44٪ ب«لا».